# マインドフルネス
マインドフルネス（英: mindfulness）とは、現在において起こっている経験に注意を向ける心理的な過程である。
瞑想、およびその他の訓練を通じて発達させることができるとされる。
語義として「今この瞬間の体験に意図的に意識を向け、評価をせずに捕らわれのない状態で、ただ観ること」といった説明がなされることもある。
しかし、とりわけ新しい考え方ではなく、東洋では瞑想の形態での実践が3000年あり、仏教的な瞑想に由来する。
現在のマインドフルネスと呼ばれる言説や活動、潮流には、上座部仏教の用語の訳語としてのマインドフルネスがあり、この仏教本来のマインドフルネスでは、達成すべき特定の目標を持たずに実践される。
医療行為としてのマインドフルネスは、ここから派生してアメリカで生まれたもので、特定の達成すべき目標をもって行われる。
マインドフルネスは、大きくこの2つの流れに分けられる。
医療行為としてのマインドフルネスは、1979年にジョン・カバット・ジンが、心理学の注意の焦点化理論と組み合わせ、臨床的な技法として体系化した。
心をリラックスさせたり、清めたり、思考を制御したり、不快感を即解決することではない。

## 概要
マインドフルネス（mindfulness）という用語は、仏教の重要な教えである中道の具体的内容として説かれる八正道のうち、第七支にあたるパーリ語の仏教用語サンマ・サティ（パーリ語ラテン翻字: Samma-Sati、漢語: 正念、正しいマインドフルネス）のサティの英訳である。サンマ・サティは「常に落ちついた心の行動（状態）」を意味する。サティは幾つかの仏教の伝統における重要な要素である。
仏教において、八正道として説かれる8つの教えは互いに有機的に関連し合った一つの修行システムであり、独立して行われることは想定されていない。八正道により「分離した自我」、孤立的に存在する実体的存在としての自我という（仏教において）誤った認識を解体し（無我）、全てが相互につながりあって生起している（縁起）という正しい認識に基づいて生きることができるようになると考えられ、正念もこのヴィジョンに基づいて理解され実践された。正念は、人を苦しみからの完全な解放や悟りと呼ばれるものへと徐々に導いていく自己認識や智慧を発達させることに役立ち「無我」や「無常」という真理を悟り解脱に至るための方法として実践されてきた。
近年の西洋におけるマインドフルネスの流行は、1965年にアメリカで移民国籍法が成立してアジアからの移民が増加したことを背景に、ドイツ生まれのスリランカ上座部仏教僧ニャナポニカ・テラやベトナム人の禅僧ティク・ナット・ハンといった僧侶たちが、マインドフルネスが仏教の中心であると説き、英語でマインドフルネスに関する著作を多く書いたことに始まる。医療としてのマインドフルネスは、禅を学んだアメリカ人分子生物学者のジョン・カバット・ジンが1979年にマサチューセッツ大学で、仏教色を排し現代的にアレンジしたマインドフルネスストレス低減法（MBSR）を始めたことが端緒となっており、この新しい精神療法の基本理念は道元禅師の曹洞宗であった。西洋には仏教的な前提がないか、かなり希薄であったこともあり、マインドフルネスは仏教の文脈や真理との関係、八正道の最初に置かれ修行の方向性の指針となる正見（仏教の真理である四諦（苦・集・滅・道）や十二縁起の現法などを自覚する正しい見解、正しいヴィジョン）とも切り離され、「単体の注意のスキル」として受容され、展開した。西洋の世俗的なマインドフルネスは、「わたし」を中心に据えた自己修養、自己成就、自己増進のためのものと理解され、実践されている。MBSRは当初さほど注目されず、行動療法の一環として普及していった。瞑想研究は1980年代以降、世界的に低迷が続いていた。
2000年代に入るとアメリカでは東洋の思想実践への興味が高まり、アメリカ現代社会に欠けている「『今』への集中」が仏教の思想実践に見られると考えられ、マインドフルネス瞑想が改めて注目されるようになった。ニャナポニカ・テラに始まる潮流のもとで、今日では多くの研究者が、マインドフルネス瞑想とは「気づき」や「ありのままの注意」を重視する「洞察瞑想」であり、ヴィパッサナー瞑想とほぼ同義であるとみなしている。心理的・身体的健康や良好な人間関係、冷静な意思決定、仕事や学業への集中、全般的な生活の向上などに効果があるとして注目を集めている。
日本では、1993年に開催されたワークショップはあまり関心を集めなかったが、2016年にNHKでストレスの対処技法として特集が複数回放送される等、近年メディアで取り上げられる機会が増加した。2016年後半には、Apple社のスマートフォン「iPhone」でヘルスケアアプリに「マインドフルネス」のカテゴリが追加され、2023年3月にはNHKドラマ「あいつ、マインドフルネスはじめるってよ」が放送されるなど、急速に一般に浸透しつつある。それに伴いビジネス化も進み、マインドフルネスの名称を利用し、本来のマインドフルネスとかけ離れたあやしいものも出回っている。
反すうや心配は、うつ病や不安のような精神疾患を引き起こす一因となるが、マインドフルネスに基づく医学的な介入は、反すうや心配を減らすのに有効であると複数の研究が示している。
1970年代以来の臨床心理学と精神医学は、様々な心理的な状態を経験している人々を助けるために、マインドフルネスに基づく多くの治療応用を開発してきた。例えばマインドフルネスの実践は、うつ病の症状を和らげることや、ストレスや心配を減らすこと、薬物依存への手当に用いられてきた。また、精神病の患者に対する多くの治療効果も示し、心の健康に関する問題を停めるための予防的な方策にもなっている。
異なる患者カテゴリーと、健康な成人および子供における、マインドフルネスによる身体的健康と精神的健康の両面への効果を、複数の臨床研究が記録している。ジョン・カバット・ジンによるプログラムと、それに類似した方式のプログラムは、学校、刑務所、病院、退役軍人センターなどに広く採用されている。マインドフルネスのプログラムは、健康的な老化、体重管理、運動能力の向上、特別なニーズをもつ子供への支援、周産期への介入などへも適用されている。この分野でのより質の高い学術研究のために、より多くの無作為化比較研究と、研究における方法論の詳細が提供されること、より大きな標本数の使用が必要とされている。

## 瞑想
マインドフルネス瞑想は、今現在において起こっている物事に注意を向ける能力を発達させるプロセスを含んでいる。臨床的にデザインされた世俗的なマインドフルネスでは『判断を加えない』と『現在の瞬間を中心に置く』の2つが特に強調されている。『判断を加えない』には、心理療法では「脱中心化」と呼ばれる自分の体験から少し距離を置く、またはスペースを作る技法に通じるものがあり、マインドフルネスの効果は、主にこの特質によると考えられている。『現在の瞬間を中心に置く』は『判断を加えない』ところの『あること』状態と『判断を加えない』ところの『すること』状態の対比として説明されることが多く、現在の瞬間を中心に置くことで、過去や未来への関連付けでの評価をやめ、今現在起きていることに注意を向ける。マインドフルネスとは、いわば『すること』状態から『あること』状態にギアをシフトすることであるとされ、心配事にとらわれて現在の瞬間から離れ、自分の行っていることや経験していることに無自覚なまま「自動操縦状態」に陥ってしまうことへの非常に有効な対策であると考えられている。
マインドフルネス瞑想をするためにデザインされた瞑想エクササイズが幾つかある。その一つは、背もたれがまっすぐな椅子に座るか、もしくは床やクッションの上に脚を組んで座り、目を閉じて、息が入ったり出たりする時の感覚に注意を向けるという方法である。その際に注意を向ける対象は、鼻孔の近くでの呼吸の感覚、もしくは腹部の動きのどちらかとする。この瞑想実践では、実践者は呼吸をコントロールしようとせず、自分の自然な呼吸のプロセスやリズムにただ気づいていることを試みる。これを行っている時、心が思考や連想へと流れていくことがよく起こる。それが起こった場合、実践者は、注意が散漫になっているということに受動的に気づき、偏った個人的な判断をせず受容的な仕方で、注意を呼吸へ戻す。
マインドフルネスを発達させるその他の瞑想エクササイズとしては、身体の様々な場所に注意を向けて、その時に起こっている身体の感覚に気づくというボディスキャン瞑想がある。ヨーガにおいて動きや身体感覚に注意を向けることや、歩く瞑想（ウォーキング・メディテーション）をすることも、マインドフルネスを発達させる方法となる。今現在において起こっている音、感覚、思考、感情、動作などに注意を向けることもできる。この点で有名なエクササイズは、ジョン・カバット・ジンがマインドフルネスストレス低減法のプログラムで導入した、レーズンをマインドフルに味わうというものであり、そこではレーズンが注意深く味わわれ食されている。
瞑想者は、1日に10分間ほどの短い時間で瞑想を始めるよう推奨される。定期的に実践するにつれて、呼吸に向けられた注意を保つことは容易になっていく。

## 翻訳と定義
マインドフルネス瞑想は様々に定義されうるものであり、様々な目的のために用いられうるものである。マインドフルネス瞑想を定義する際は、仏教における心理学的な伝統および、経験的心理学において発展中の知見を用いることが有益である。
ただし、現在のマインドフルネス瞑想は、仏教経典を直接的な背景として生まれたわけではない。マインドフルネスと呼ばれる仏教瞑想が西洋に広まる契機となったドイツ人でテーラワーダ仏教の僧ニャナポニカ・テラ(1901 - 1994）は、ヴィパッサナー瞑想の影響を背景に、マインドフルネスは仏教瞑想の中核ではあるが、正念そのものではなく、「最小限のありのままの注意」（bare attention）であり、全く神秘的なものではないとした。以降西洋ではマインドフルネスとは「ありのままの注意」であるという見方が広がり、仏教瞑想の多くの著作でもこの意味で使われるようになっていった。

### 仏教における語義

#### satiとsmṛti
mindfulnessと英訳された仏教用語は、パーリ語のsati（サティ）および、サンスクリットにおいてsatiに相当するsmṛtiに起源がある。Robert Sharfによれば、これらの語の意味は、広範囲に渡る討論や議論のテーマとなっている。元来、smṛtiは、to remember（思い出す、記憶している）、to recollect（思い出す、回想する）、to bear in mind（心に留めておく）を意味した。satiもto rememberを意味する。大念処経（訳者注: または念処経）においてsatiは、仏教の法を思い出すこと／覚えていることを意味し、それによって修行者は諸現象の本質を見ることができる。「サティが生じることは、四念処、五根、五力、七覚支、八正道などの健全な諸法を心に呼び起こす」と説明している『ミリンダ王の問い』をSharfは参照している。

#### 翻訳
mindfulness の意味を一般的に捉えると非常にあいまいであり、これがマインドフルネスという言葉の分かりにくさにつながっている。英語として日常的には「注意で満ちた」「注意でいっぱいの状態」という意味で使われており、心理学でも注意と結びつき、「十分な注意」を表すと考えられる。mindful という形容詞は「よく覚えていること」という意味で14世紀中盤から使われ、次第に「心をとどめておく」「心を配る」「気づかう」といった意味も持つようになり、16世紀には現在とつづりは違うが、名詞として使われるようになった。しかし、本記事における意味のマインドフルネスは、もともと英語にあった mindful から生まれた言葉ではなく、19世紀に仏教用語を英語に翻訳する際にあてたものであり、徐々に専門的な意味が加えられて一般に広まった。そのため本記事の意味での mindfulness は、英語圏でも2000年頃の段階では、専門家以外にはあまり知られていなかったようである。
1845年、Daniel John Gogerlyがsammā-satiをCorrect meditation（正しい瞑想）と初めて英訳した。
1881年に原始仏教の経典に使われているパーリ語の学者であるトーマス・ウィリアム・リス・デイヴィッズが、八正道におけるsammā-satiをRight Mindfulness（the active, watchful mind）と訳したのが、sati が mindfulness と英訳された最初である。サティとは「心をとどめておくこと、あるいは心にとどめおかれた状態としての記憶、心にとどめおいたことを呼び覚ます想起のはたらき、心にとどめおかせるはたらきとしての注意力」であり、この「心をとどめておく」「注意」などの意味が英語の mindfulness の含意と近かったため、英訳として選ばれ、mindfulness が仏教的な意味を帯びるようになった。
デイヴィッズは1881年に次のように説明している。
satiの文字通りの意味は「記憶」だが、satiはmindful and thoughtful（巴: sato sampajâno）というたびたび繰り返されるフレーズと共に用いられ、良い仏教徒に最も頻繁に教え込まれる務めの1つである心の活動、および心の不断の態度を意味する。

#### その他の翻訳
John D. Dunneは、satiやsmṛtiをmindfulnessと翻訳することは紛らわしいと強く主張している。何人かの仏教学者は、“retention”をより好ましい翻訳として確立しようと試みている。Bhikkhu Bodhiも、satiの意味はmemory（記憶、記憶力）であると指摘する。
satiやsmṛtiには次のような英訳がある。
- Attention (Jack Kornfield) - 注意、考慮、配慮、手当、世話[74]
- Awareness - 気づいていること、自覚、意識[75]。アウェアネス。
- Concentrated attention (マハーシ・サヤドー)
- Inspection (Herbert V. Günther) - 検査、査察、視察[76]
- Mindful attention
- Mindfulness - 注意していること、忘れないこと、心掛け、注意深さ[56]
- Recollecting mindfulness (Alexander Berzin)
- Recollection (Erik Pema Kunsang, プッタタート) - 思い出すこと、記憶、記憶力[59]
- Reflective awareness (プッタタート)
- Remindfulness (James H. Austin)[77]
- Retention - 記憶、記憶力、保有、保存、持続、継続[78]
- Self-recollection (Jack Kornfield)

### その他の用法
英語の“mindfulness”という語は、仏教の文脈で用いられるよりも前から存在していた。1530年にJohn Palsgraveがフランス語の“pensée”を“myndfulness”としたのが最初の記録であり、1561年には“mindfulnesse”とされ、1817年に“mindfulness”とされた。形態論的により早い語には、“mindful”（1340年）、“mindfully”（1382年）、そして今では用いられない“mindiness”（1200年頃）が含まれる。
ウェブスター辞典によれば、mindfulnessは"a state of being aware"（気づいている状態）をも指す。この"state of being aware"の類義語は、wakefulness（用心深いこと、油断のないこと）、attention（注意、考慮、配慮、手当、世話）、alertness（油断のないこと、注意、機敏）、prudence（分別、思慮、用意周到）、conscientiousness（良心的であること、誠実、まじめ）、awareness（気づいていること、自覚、意識、アウェアネス）、consciousness（意識、知覚、自覚）、observation（観察、観察力、観測、人目、監視）などである。

## 歴史

### 仏教
現代的な西洋の実践としてのマインドフルネスは、現代のヴィパッサナー瞑想とサティの訓練に基礎づけられている。このサティは「現在の出来事への、その瞬間ごとの気づき」を意味するだけでなく、「物事に気づくことを忘れないでいる」ということをも意味している。
今日では多くの研究者が、マインドフルネス瞑想とは、ヴィパッサナー瞑想とぼぼ同義であるとみなしている。
ヴィパッサナー瞑想とサティは、人を実在の本質すなわち三相へと導く智慧をもたらす。三相とは、無常、条件付けられたあらゆる存在の苦、無我である。仏教の修行者は、三相を洞察することによって、「流れに入った者」という意味の預流という状態になる。預流は四向四果の最初の段階である。ヴィパッサナー瞑想はサマタ瞑想と共に実践され、仏教の伝統において中心的な役割を果たす。
Paul WilliamsはErich Frauwallnerを参照して、初期仏教においてマインドフルネスは解脱への道を提供したとし、「（訳者注: マインドフルネスとは、）転生へと向かう経験を駆動する渇愛が生じるのを止めるために、感覚上の経験を常に注意して見ること」と述べている。Tilman Vetterによれば、禅定（梵: dhyāna）はブッダの修行の中核的な要素であったかもしれない。禅定はマインドフルネスの持続を助ける。
リス・デイヴィッズによれば、マインドフルネスの教義は、四諦と八正道に次いで「おそらく最も重要なもの」であるという。（デイヴィッズはブッダの教えを自己実現のための合理的なテクニックと見なし、その教えの一部（主に転生の教義）を説明のつかない迷信として拒否した。）
今日におけるマインドフルネスの基本文献として、パーリ仏典『アーナーパーナサティ・スッタ（安般念経）』『サティパッターナ・スッタ（念処経）』が挙げられることがあるが、これらは仏道の修行者向けに教えの具体的な実践を説いた手引書であるため、なぜそうした実践を行うのか、どのような方向性で実践を行うのか、その結果どうしたことが起こりうるのかといった仏教的文脈は、当然正しく共有されているはずの前提として省かれている。

### ジョン・カバット・ジンとMBSR
1979年、ジョン・カバット・ジンは慢性疾患を治療するためにマサチューセッツ大学でマインドフルネスストレス低減法（MBSR）のプログラムを作った。医学においてこのプログラムは、健康な人および不健康な人の双方における様々な状態を取り扱うためにマインドフルネスのアイデアを応用することの口火を切った:230-231。
マインドフルネスの実践は、主に東洋の、特に仏教の伝統における教えから発想を得ている。マインドフルネスストレス低減法を解説する著作で、マインドフルネス瞑想法は、「アジアの仏教にルーツをもつ瞑想の一つの形式」と紹介されている。精神科医の貝谷久宣がカバット・ジン本人に確認したところによると、この新しい精神療法の基本理念は道元禅師の曹洞宗である。MBSRのテクニックの1つであるボディスキャンは、ビルマのウ・バ・キンの伝統における“sweeping”という瞑想実践に由来し、サティア・ナラヤン・ゴエンカが1976年に始めたヴィパッサナー瞑想のリトリートで教授された。ボディスキャンはその後、宗教的文脈や文化的文脈から独立した非宗教的な道具立てで広く採用されている。

### 大衆化とマインドフルネス・ムーブメント
仏教の瞑想または臨床心理学への応用とは別に、日常生活で行う実践としてのマインドフルネスの人気が高まっている。マインドフルネスは人生のスタイルと見なすこともでき、正式な実践環境の枠外で行うことも可能である。そのようなマインドフルネスの「大衆化」および、マインドフルネスが実践される新たな環境が生まれてきているという動向を言い表すために、宗教学者、科学者、ジャーナリスト、ポピュラーメディアの書き手などが用いる用語が「マインドフルネス・ムーブメント」である。この動向は2016年までの20年間に発展してきており、その間に批判も幾つか現れている。

## 治療プログラム
医療としてのマインドフルネスは、アメリカでの仏教の展開を背景に成立した。医療におけるマインドフルネスの実践は、現在多様なものとなっているが、そのベースには、マサチューセッツ大学医学部の分子生物学者ジョン・カバット・ジンが開発した『マインドフルネスストレス低減法（マインドフルネスに基づくストレス低減法、mindfulness-basedstressreduction,MBSR）』および『マインドフルネス認知療法（mindfulness-basedcognitivetherapy,MBCT）』という確立された手法がある。
ジョン・カバット・ジンいわく、マインドフルネスの実践は、仏教の伝統や語彙を用いることに気乗りしない西洋社会の人々に有益である可能性がある。メンタルヘルスの対処のプログラムとして採用した西洋の研究者や臨床医は、通常マインドフルネスを、その宗教的・文化的伝統の起源とは別のものとして指導している。2013年現在、MBSRやそれに類似するプログラムは、学校、刑務所、病院、退役軍人センターその他で広く適用されている。

### マインドフルネスストレス低減法（MBSR）
1979年にジョン・カバット・ジンが、マサチューセッツ大学の医療センターで開発した、ストレス関連障害、慢性疼痛、高血圧、頭痛などの症状を改善するためのプログラムである。霊的な教えを起源とするが、このプログラム自体は非宗教的・世俗的なものである。人々がよりマインドフルネスになるのを助けるためのレーズンエクササイズ、呼吸法、静座瞑想法、ボディスキャン、ヨーガ瞑想法、歩行瞑想法、日常瞑想訓練からなり、意識的に「今」に注意を向ける態度を身につけるための瞑想が基本にある。8週間のプログラムで、各週のセッションは2時間半から3時間、30人程度のクラスで実施される。

### マインドフルネス認知療法（MBCT）
MBSRの技法と認知療法の技法を組み合わせて、寛解期のうつ病患者を対象に開発された。週1回2時間、8週間のセッションで、うつ病を予防するスキルを学ぶ。クラスは12人程度が上限である。
第3世代の行動療法であり、第1世代が「行動」を目標に不適応行動の修正を、第2世代が「思考」を目標に気分や感情を変えることを目指したのに対し、「注意」を目標に気分や感情を変えようとするものである。不快な気分や感情の生起をコントロールするのではなく、何にどのように注意を向けるか、距離を置いて対処をするかを学ぶ。注意のトレーニングとして、マインドフルネスが取り入れられている。
レーズンエクササイズ、ボディスキャン、呼吸法、静座瞑想、3分間呼吸空間法、歩行瞑想、認知療法で使用される「嬉しいできごと日誌」、「嫌なできごと日誌」、「うつの具体的症状の学習」などで、体験の質を変化させて自分が自動操縦状態にあることに気付き、「することモード」から「あることモード」への切り替えを実習し、呼吸へのマインドフルネスを高め、「現在」に留まるスキル、ネガティブな感情、身体感覚、思考等をコントロールせずそのまま受け入れることを学び、思考は事実ではないことを知り、自分を大切にする方法などを身につける。

### 弁証法的行動療法（DBT）
ワシントン大学のマーシャ・リネハンによって、境界性パーソナリティ障害の治療法として開発されたもので、第三世代の認知行動療法とされるものの一つである。摂食障害、気分障害、不安症状などにも有効である。境界性パーソナリティ障害を、感情的に傷つきやすく調整不良になりやすい気質と「妥当性を評価しない環境」が互いに絡み合うことによる悪循環から生じる感情調整の障害であると考える。「妥当性を評価しない」とは、その人の真実であるもの、効果的、純粋な行動、思考、感情、自己概念を、不適切だと考え、罰したり批判したりすることである。感情、対人関係、自己、行動、認知というその行動様式のカテゴリー全てを治療の対象とし、DBTストラテジーと心理社会的スキル・トレーニングにより治療を行う。心理社会的スキル・トレーニングにマインドフルネスが含まれ、その根幹のスキルには、各人が心の奥に持つ知恵である「賢い心」があるとされる。

### アクセプタンス&コミットメント・セラピー（ACT）
Acceptance and Commitment Therapy（略称：ACT、アクト）は、アメリカのSteven C. Hayesらによって2000年頃に始まった心理療法で、行動的療法の流れを受け継ぐ。ACTを、A=accept、C=choose、T=take action（受け容れる―選択する―実行する）とする捉え方もあり、クライアントは自分の苦痛や不安から逃げずに受け容れ自分をそこに曝し（accept）、クライアント自身の欲求や気分に囚われることなく自分にとって価値あるものを選択し（choose）、自分が選択したものを実行する（take action）ことを目指す。実行を伴う積極的な心理療法であり、MBSRやマーシャ・リネハンの弁証法的行動療法の影響を受けている。心理的柔軟性を生み出すために、受容またはマインドフルネス過程が用いられる。
行動療法は行動を変えること、認知療法は認知を変えることを強調するが、ACTは行動や認知（思考）を変容させるのではなく、そのまま受け容れることを強調する。園田純一らは、精神病理のとらえ方、治療過程が、日本で独自に発展した森田療法と極めて似ていると指摘している。

### その他のプログラム

#### 森田療法
森田療法は日本で1919年（大正8年）に誕生し発展した心理療法である。創始者の森田正馬は、「苦を苦として引き受け、むしろそれになり切ったときに、楽が見えてくる」としており、このように「あるがまま」を核心とすることが、マインドフルネスを連想させると言われる。森田療法研究所所長の医師北西憲二は、森田療法はマインドフルネスの思想も含めたもっと大きな知であり、静的なマインドフルネスよりダイナミックなものだと述べている。

## 科学的研究
2023年のランダム化比較試験で、遠隔医療でメサドン（麻薬の一種）を使用中の患者にマインドフルネスを併用することで、メサドンの使用量が少なくなり、疼痛やうつ病を改善し、適切に薬を使用できるようになったと報告された。
2024年のランダム化比較試験では、動画を使用したマインドフルネスの指導によって、慢性疼痛が改善したと報告された。
効果の大きさは小さいものの、マインドフルネスには夫婦関係を促進する確かな効果がある。
米国ハーバード大学医学部は、マインドフルネスを「禅」以上の効果を持つ、その瞬間を超えた概念と捉えている。例えば、2つのものを1つと捉えることで、物事をより深く理解することができ、それは2つの洗濯物のパックを一緒にすることに例えられた。
マインドフルネス瞑想は不眠症と戦うのを助け、睡眠を改善できる。過食にも有効だし、腹式呼吸などはマインドフルネスの一環である。

## マインドフルネス・ムーブメント
欧米諸国の主流の研究によると、マインドフルネスは地中海食や定期的な運動と同じくらい、脳と身体の健康にとって重要である。

## 批評と懸念
マインドフルネスは大流行し、世俗的な目標達成のツールともみなされている。お手軽な「マック・マインドフルネス」と揶揄されることもある。
世俗的なマインドフルネスは、仏教的マインドフルネスにあった真理との関係を切り離し、恣意的な非常に小さな枠、ドゥルーズの言う「コントロール社会」の枠に合わせて調整されており、近年のアメリカでは軍事訓練で使われるようにもなっている。こうした都合よく切り詰められたマインドフルネスの「去勢」がもたらす問題を指摘する声もある。
現代的なマインドフルネスは、正見を含む八正道とは切り離され、「ありのままの注意」という特別な注意のスキル、またはそれを向上させる訓練メソッドとして実践されており、仏教のアプローチとは異なる。仏教サイドから次のような意見・懸念も寄せられている。曹洞宗国際センター所長の藤田一照は、現代的なマインドフルネスのように、仏教において根本的誤解（無明）であるとされる「自分というものがここにいて、それと分離した形でいろいろなものや人が自分の周りに存在している」という分離・分断のヴィジョンに基づいてマインドフルネスを行うと、そのヴィジョンが強化され、「呼吸に対する気づき」と共に「呼吸に対してマインドフルであろうと努力してるわたしという意識」も強化される、つまり注意の対象である客体と主体が同じく強化されるため、「わたし」が呼吸に対してマインドフルであろうと努力すればするほど、対象である呼吸との断絶は深まり、力づくのマインドフルネスにならざるを得ない、と意見している。仏教的に言えば、マインドフルネスは「ただのマインドフルネス」ではなく、正見に相応した正念、正しいマインドフルネスでなければならず、「わたし」にとってのメリット、測定可能な効果を求めてマインドフルネスを行うことは、仏陀のアプローチとは正反対とも言え、苦しみの原因である「わたしという意識」が強化され、解決とは程遠いという。精神科医の北西憲二も、マインドフルネスと無我は深く関係していると指摘し、マインドフルネスの重視する瞑想に対する「内面に注意を払い過ぎている、それは本当の意味で世界に開かれていない」という批判について、同感であると述べている。